# Longkou (köpinghuvudort i Kina, Jiangxi Sheng, lat 26,19, long 115,30)
Longkou är en köpinghuvudort i Kina. Den ligger i provinsen Jiangxi, i den sydöstra delen av landet, omkring 280 kilometer söder om provinshuvudstaden Nanchang. Antalet invånare är 21 995. Befolkningen består av 10 513 kvinnor och 11 482 män. Barn under 15 år utgör 26,0 %, vuxna 15-64 år 65 %, och äldre över 65 år 7,0 %.
Runt Longkou är det ganska tätbefolkat, med 230 invånare per kvadratkilometer. Närmaste större samhälle är Lianjiangzhen, 17,8 km norr om Longkou. I omgivningarna runt Longkou växer huvudsakligen savannskog.
Genomsnittlig årsnederbörd är 1 925 millimeter. Den regnigaste månaden är maj, med i genomsnitt 327 mm nederbörd, och den torraste är oktober, med 21 mm nederbörd.